# ウレタン

ウレタンの構造式

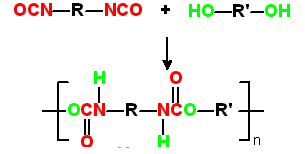
ウレタン結合の例。ジイソシアネートとジオールモノマーが反応し、ウレタン結合を有するポリウレタンになる。

ウレタン (urethane) とは、カルボニル基を介してアミノ基とアルコール基が反応し、アミンの窒素とカルボニル基の炭素の間で新たな共有結合を形成した化合物である。
カルバミン酸のエステルに相当し、カルバメートもしくはカルバマート (carbamate) とも呼ばれる。2つの部分がウレタン構造を介して連結している場合、その部分をウレタン結合と呼ぶ。
動物用麻酔薬として用いられるカルバミン酸エチル (ethyl carbamate) やポリウレタン（ウレタン樹脂）も、慣用的にウレタンと呼ばれる。

## 生化学におけるウレタン
生化学において、ペプチド鎖のN末端またはアミノ酸のアミノ基と二酸化炭素が反応することでウレタン結合が形成し、付加したCOOH基（カルボキシ基）からプロトン (H+) を脱離してカルバミン酸イオンとなる。
この反応は可逆的（平衡定数 K << 1）であり、逆反応である脱炭酸は容易に起こる。

## 合成、反応
ウレタン結合を含む物質は、通常は相当するイソシアネートとアルコールを反応させて合成する（この場合、耐水性はあるが強度が劣るポリエーテルタイプのウレタンが生成される）。
{\displaystyle {\ce {{R-N=C=O}+ R'OH -> R-NHC(=O)OR'}}}
アミンに二炭酸エステルもしくはクロロギ酸エステルを作用させるとウレタンに変わる。そのウレタンは酸などで容易に分解させて元のアミンに戻せるため、この反応はアミノ基の保護のために利用される。
{\displaystyle {\ce {{R-NH2}+ R'OC(=O)OC(=O)OR' -> R-NHC(=O)OR'}}}
{\displaystyle {\ce {{R-NH2}+ ClC(=O)OR' -> R-NHC(=O)OR'}}}
{\displaystyle {\ce {{R-NHC(=O)OR'}+ {H2O}+ H^- -> {R-NH2}+ {CO2}+ {R'OH}+ H^+}}}
R' が tert-ブチル基の場合、-C(=O)OR' の部分は Boc と略される。この保護は酸で分解される（Tert-ブトキシカルボニル基を参照）。また、R' がベンジル基の場合は Z、または Cbz と略され、加水素分解や酸で脱保護される（ベンジルオキシカルボニル基を参照）。